# Rosa de Montúfar
Rosa de Montúfar   (Quito, 1783 - Quito, 12 de novembre de 1860) va ser una noble i aristòcrata de Quito, filla del II marquès de Selva Alegre i destacada pròcer de la independència de l'actual Equador.

## Biografia
Va néixer a la ciutat de Quito a finals de 1783, tot i que es desconeix la data exacta. Els seus pares van ser Juan Pío de Montúfar, segon marquès de Selva Alegre, i l'aristòcrata Josefa Teresa de Larrea y Villavicencio, que la van batejar el 17 de desembre del mateix any. Rosa era la cinquena de sis germans, dos dels quals no arribarien a l'edat adulta: Francisco Javier (1775-1853), Juan José (1777-1779), Carlos (1780-1816), Joaquín (1782-1850) i Juan (1787-1788).
L'any 1790 el seu oncle matern, el prevere Domingo Larrea y Villavicencio, va heretar un lot de joies per un valor de 600 pesos, el mateix que li havia comprat a la mare de la nena abans de la seva mort, que va ser aquell mateix any, quan Rosa tenia amb prou feines set anys d'edat. L'any 1798 el seu pare va sol·licitar per a ella els beneficis d'una clàusula del testament del capità Manrique de Lara, que afavoriria amb una quantiosa suma de diners a una nena noble i pobra. Malgrat que la nena pertanyia a una de les famílies nobles més importants de la llavors Reial Audiència de Quito, definitivament no era pobra, no obstant això el president Luis Muñoz y Guzmán li va assignar una part dels beneficis.
Rosa era descrita com una dama distingida de lluminosos ulls blaus, qualitats físiques a les quals se sumava un caràcter decidit. La seva acurada educació, fruit del pensament il·lustrat del seu pare, es va veure reflectida quan va haver de fer-se càrrec amb èxit de les propietats familiars entre 1809 i 1812.

### Matrimoni i descendència

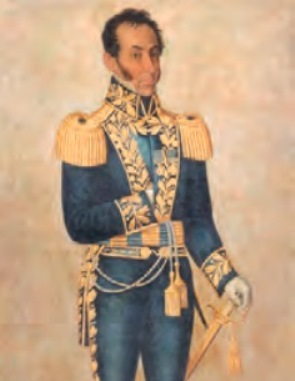
Vicente Aguirre, obra d'Antonio Sales (1824).

El 24 de gener de 1815 va contreure matrimoni amb el general independentista Vicente Aguirre y Mendoza, amb qui va tenir dos fills:
- Carlos Aguirre i Montúfar. Casat amb Virginia Klinger, van tenir una filla:
  - Virginia Aguirre Klinger. Casada amb Rafael Barba, amb descendència.
- Juan Aguirre i Montúfar. Casat amb Leonor Klinger, van tenir vuit fills:
  - Eugenia Aguirre Klinger. Casada i amb descendència.
  - Juan Pío Aguirre Klinger. Casat i amb descendència.
  - Rosa Aguirre Klinger. Casada i amb descendència.
  - Eloy Aguirre Klinger. Casat i amb descendència.
  - Elina Aguirre Klinger. Casada i amb descendència.
  - Adolfo Aguirre Klinger. Casat i amb descendència.
  - Carolina Aguirre Klinger. Casada i amb descendència.
  - Carlos Aguirre Klinger. Casat i amb descendència.

## Paper durant la Independència

### El 10 d'agost de 1809
Després que fracassés la Junta de Govern, encapçalada pel seu pare l'any 1809, el comte Ruíz de Castilla va ordenar l'empresonament dels qui havien participat en el cop contra la corona espanyola. Rosa, l'únic membre de la família Montúfar que no comptava amb ordre de presó, es va encarregar llavors d'amagar al seu pare, el seu oncle Pedro i la seva dona, Nicolasa Guerrero. Va sortir amb ells en persona des de la hisenda Xisclo-Compañía, a la Valle de los Chillos, cap a les de Suya, Silito i Tigua, totes als afores de Sigchos. La jove, d'amb prou feines 25 anys, va tornar a Quito per coordinar els tràmits legals, de defensa davant les corts i de reclamació dels béns confiscats, tasques que va dur a terme amb gran diligència i habilitat.
Malgrat les precaucions, el seu oncle Pedro va ser trobat i traslladat a la Caserna Real, d'on seria rescatat per la mateixa Rosa i la seva amiga María Ontaneda i Larraín. Les joves van aprofitar una visita en què se'ls va permetre quedar-se fins a la tarda per presenciar una partida de cartes, i una vegada que els soldats van estar distrets, van vestir Pedro amb les seves vestidures i el van treure de l'edifici cap a la capella mortuòria que els Montúfar mantenien en el convent d'El Tejar, fins on Rosa li portava menjar i notícies cada nit. Aquest acte d'astúcia va salvar al capità de morir durant la massacre del 2 d'agost.

### L'Estat de Quito
Al desembre de 1811, el seu germà Carlos va renunciar al càrrec de Comissionat de Regència, establint l'Estat de Quito en total independència d'Espanya. Durant aquest període Rosa es va posar al capdavant de les extenses propietats familiars i va mantenir aprovisionades les tropes amb el que les propietats produïen, paliant lleument el bloqueig que li havien imposat Bogotà, Lima i Guayaquil.
Els primers dies de febrer de 1812 Rosa i la seva cosina María Mercedes van ser interceptades per tropes reialistes mentre es desplaçaven cap al nord del país, tot i que el piquet de soldats espanyols que les escortava les van alliberar inexplicablement durant 24 hores, confiant que complirien la seva paraula i tornarien. Les joves van fugir cap a Pomasqui i, des d'allà, van tornar a Quito disfressades de frares per continuar defensant l'efímera independència assolida, que arribaria a la seva fi l'1 de desembre després de la Batalla d'Ibarra.
El 1813 el seu pare va ser empresonat pel corregidor Martín Chiriboga y León i va ser traslladat a la ciutat de Loja per ser jutjat, per la qual cosa Rosa va emprendre un llarg viatge amb un grup de servents, cavalcant amb pantalons per a més comoditat. En arribar, va intentar comprar l'alliberament del marquès amb dos mil pesos, però havia arribat tard ja que aquest es trobava rumb a Espanya per la ruta de Cumbal; malgrat tot la jove es va encarregar d'enviar-li tot allò necessari en el seu desterrament.

### Campanyes bolivarianes
Després d'alguns anys en els quals va lluitar infructuosament per la caiguda del Govern espanyol, perquè li fossin retornades les seves propietats confiscades, Rosa i el seu espòs Vicente es van unir a la causa del bàndol independentista bolivarià, al qual van aportar diners per comprar la lleialtat de soldats monàrquics, vitualles i els esclaus de les seves pròpies hisendes perquè s'allistessin com a soldats. Mitjançant alguns dels seus servents, Rosa va ajudar a fugir al general Mires i a altres caps llibertaris que estaven presos a la ciutat de Quito, conduint-los a la seva hisenda de Valle de los Chillos, on a més va acollir al mariscal Antonio José de Sucre i les seves tropes.

## Últims anys i mort
Després del triomf de Pichincha, que va consagrar la llibertat de l'Equador en la Gran Colòmbia, Rosa es va convertir en amiga personal del Gran Mariscal d'Ayacucho, alhora que el seu espòs s'havia guanyat el respecte dels oficials durant les batalles que havia lliurat al costat de l'exèrcit bolivarià, que el portarien a ser nomenat per Simón Bolívar com a Governador del Departament de Quito.
No obstant això, a més d'alguna carta a les noves autoritats republicanes, sol·licitant reivindicacions de les propietats confiscades pels espanyols, poc es coneix de les activitats que va realitzar durant els seus últims anys; tot i que sí que va recuperar les seves hisendes de Guambayña, Suyo Silito, Puñabí i Tigual a Latacunga, Xisclo-Compañía i Chaupi en Sangolquí, així com el Palacete Montúfar, que es trobava situat en el que avui en dia és la Plaza Chica del Centre Històric de Quito.
Rosa de Montúfar va morir el 12 de novembre de 1860 a la ciutat de Quito, quan tenia 77 anys d'edat, sent sepultada a la capella familiar del convent d'El Tejar. Ella i el seu oncle Pedro es van convertir en els únics Montúfar que van aconseguir viure plenament la llibertat republicana posterior a la Independència, sent Rosa el nucli de diverses famílies que es destaquen fins a l'actualitat en diferents àmbits de la vida pública i política equatoriana.